# Never Goin' Back
Never Goin' Back es una película  estadounidense de comedia dramática, escrita, dirigida, y editada por Augustine Frizzell en su debut como director. Es protagonizada por Maia Mitchell y Camila Morrone.
La película tuvo su premier mundial en el Festival de Cine de Sundance el 22 de enero de 2018. Fue estrenada el 3 de agosto de 2018, por A24.

## Reparto
- Maia Mitchell como Angela.
- Camila Morrone como Jessie.
- Kyle Mooney como Brandon.
- Joel Allen como Dustin.
- Kendal Smith como Tony.
- Matthew Holcomb como Ryan.

## Estreno
La película tuvo su premier mundial en el Festival de Cine de Sundance el 22 de enero de 2018. Poco tiempo después, A24 adquirió los derechos de distribución para la película. También se emitió en el South by Southwest el 10 de marzo de 2018. Fue estrenada el 3 de agosto de 2018.

## Recepción
Never Goin' Back recibió reseñas generalmente positivas de parte de la crítica y de la audiencia. En el sitio web especializado Rotten Tomatoes, la película posee una aprobación de 76%, basada en 62 reseñas, con una calificación de 6.7/10 y con un consenso crítico que dice: "Never Goin' Back se beneficia de la química entre las protagonistas Maia Mitchell y Camila Morrone, cuya fácil relación eleva una historia sobre la mayoría de edad con una visión poco común." De parte de la audiencia tiene una aprobación de 61%, basada en más de 250 votos, con una calificación de 3.4/5.
El sitio web Metacritic le dio a la película una puntuación de 62 de 100, basada en 19 reseñas, indicando "reseñas generalmente favorables". En el sitio IMDb los usuarios le asignaron una calificación de 6.0/10, sobre la base de 3246 votos, mientras que en la página web FilmAffinity la cinta tiene una calificación de 5.4/10, basada en 93 votos.